# Upstreet
Upstreet är en ort i grevskapet Kent i sydöstra England. Orten ligger i distriktet Canterbury och civil parishen Chislet, cirka 9 kilometer nordost om Canterbury. Tätorten (built-up area) hade 634 invånare vid folkräkningen år 2021.